# Víctor Manuel Fernández Gutiérrez
Víctor Manuel Fernández Gutiérrez, conegut futbolísticament com a Víctor (nascut el 17 d'abril de 1974 a Mèrida) és un exfutbolista professional extremeny que jugava com a davanter. Va ser internacional amb la selecció espanyola en una ocasió.